# チアゴ・リベイロ・カルドーソ
チアゴ・リベイロ・カルドーソ（Thiago Ribeiro Cardoso, 1986年2月24日 - ）は、ブラジル・サンパウロ州ポンテス・ジェスタウ出身のサッカー選手。グレミオ・ノヴォリゾンチーノ所属。ポジションはフォワード。

## 経歴
サンパウロFC時代には2005年のコパ・リベルタドーレス優勝を経験し、同年に開催されたFIFAクラブ世界選手権（現、FIFAクラブワールドカップ）の際に来日している。
その後、ウルグアイのCAレンティスタスを介した移籍でカタールのアル・ラーヤンSCへ加入したが、1シーズンでブラジルに戻りクルゼイロECと契約。2010年にはコパ・リベルタドーレス得点王に輝く活躍で、クラブの同大会準優勝に貢献した。
2011年夏、イタリア・セリエAのカリアリ・カルチョへ買取オプション付きのレンタル移籍。35試合出場と主力として活躍し、2012年夏にはクラブがオプションを行使して完全移籍となった。
2013年7月、サントスFCへ移籍し母国へ復帰した。2015年4月8日、アトレチコ・ミネイロへ期限付き移籍。2016年3月16日には、ECバイーアへレンタルとなった。

## タイトル

### クラブ
サンパウロ
- FIFAクラブ世界選手権 : 2005
- カンピオナート・ブラジレイロ・セリエA : 2006

クルゼイロ
- カンピオナート・ミネイロ : 2009, 2011

アトレチコ・ミネイロ
- カンピオナート・ミネイロ : 2015

### 個人
- コパ・リベルタドーレス得点王 : 2010（8得点）